# Сіраї Кендзо
Кендзо Сіраі  (яп. 白井 健三, 24 серпня 1996) — японський гімнаст, олімпійський чемпіон. Чемпіон світу в вільних вправах 2013 року. На Чемпіонаті світу 2014 року здобув дві срібні нагороди: у командній першості та вільних вправах.
16 червня 2021 року оголосив про завершення спортивної кар'єри, планує займатися тренерством.

## Виступи на Олімпіадах
| Олімпіада | Дисципліна        | Місце |
| --------- | ----------------- | ----- |
| Ріо 2016  | командна першість | 1     |
| Ріо 2016  | вільні вправи     | 4     |
| Ріо 2016  | опорний стрибок   | 3     |